# Univariable
En matemáticas, un objeto univariable (también univariado o de una sola variable) es una expresión, ecuación, función o polinomio que involucra solamente una variable. Los objetos que dependen de más de una variable se denominan multivariable. En algunas circunstancias, la distinción entre los casos de una o de múltiples variables es fundamental. Por ejemplo, el teorema fundamental del álgebra y el máximo común divisor polinómico son propiedades fundamentales de los polinomios de una variable que no se pueden generalizar a los polinomios con múltiples variables.
En estadística, una distribución univariable caracteriza una variable, aunque también se puede aplicar de otras maneras. Por ejemplo, los datos univariados se componen de un único componente escalar. En el análisis de series temporales, toda la serie temporal es la "variable": una serie temporal es la serie de valores en el tiempo de una única cantidad. En consecuencia, una "serie temporal multivariable" caracteriza los valores cambiantes de varias cantidades en función del tiempo. En algunos casos, la terminología es ambigua, ya que los valores dentro de una serie temporal univariada pueden tratarse utilizando ciertos tipos de análisis estadísticos multivariante y pueden representarse utilizando una distribución conjunta.
Además de la cuestión de la escala, un criterio (variable) en estadísticas univariadas se puede describir mediante dos medidas importantes (también cifras clave o parámetros): Ubicación y Variación.
- Las medidas de escalas de ubicación (por ejemplo, moda, mediana, media aritmética) describen en qué área se organizan los datos de forma centralizada.
- Las medidas de variación (por ejemplo, amplitud, distancia intercuartil, desviación estándar) describen cuán similares o diferentes son los datos según su dispersión.

## Ejemplos en matemáticas
- Función univariada: Una función es "univariada" si contiene exactamente una variable independiente, como por ejemplo, {\displaystyle f(x)=5x+\sin(x)}.

- Función bivariada:[2] Una función es bivariada si contiene exactamente dos variables independientes, como por ejemplo, {\displaystyle f(x,y)=3x^{2}+y+y^{3}}.

- Función multivariada:[3] Una función es multivariada si contiene múltiples variables independientes, como por ejemplo, {\displaystyle f(x,y,z)=y^{2}+z-x^{2}}.

## Ejemplo en estadística
Considérse el caso en el que se miden la altura y el peso de diferentes sujetos de prueba. Si estas dos variables se examinan por separado, por ejemplo, calculando la media del peso o la altura promedio de todos los sujetos de prueba, se trata de análisis univariable. Sin embargo, si se observa la altura y el peso de cada persona en conjunto y se desea describirlos, por ejemplo, usando una distribución de dos variables, entonces se trata de un análisis bivariable, porque la medida (la altura junto con el peso) es bidimensional.